# Station Versciaco-Elmo Vierschach-Helm
Station Versciaco-Elmo Vierschach-Helm is een spoorwegstation aan de Drautalspoorlijn tegen de grens van het Italiaanse Zuid-Tirol met het Oostenrijkse Oost-Tirol bij de dorpen Vierschach en Helm in de gemeente Innichen (San Candido) (Italië-Zuid-Tirol). Ondanks het station in Italië ligt rijden de treinen hier tot de spanningssluis bij het station San Candido-Innichen op Oostenrijkse 15kv wisselstroom.
De stationsnaam wordt volgens de regels van Trenitalia in het Italiaans aangegeven, gevolgd door het Duits als lokale taal.